# Cut-the-Knot
Cut-the-knot (англ. Розріж вузол) — безплатний освітній сайт англійською мовою. Фінансується шляхом реклами. Підтримував Олександр Богомольний. Названий за легендою про розрізання гордієвого вузла Олександром Македонським. 
Сайт присвячений популярному викладу багатьох тем математики. Здобув понад 20 нагород , зокрема вебпремію «Scientific American» 2003 року, Internet Guide Award від Британської енциклопедії, і NetWatch award від журналу Science. 
Призначений для вчителів, дітей і батьків, а також всіх, хто цікавиться математикою, з акцентом на навчання, заохочення інтересу й провокування цікавості. Багато математичних ідей проілюстровано аплетами.
Сайт містить докладний аналіз багатьох класичних проблем розважальної математики, включаючи прокладку Аполлонія, теорему Наполеона, логарифмічні спіралі, "теорему Футурами" з епізоду "В'язень Бенди", теорему Піто. На одній сторінці вміщено 122 доведення теореми Піфагора.
CTK wiki (на базі PmWiki) розширює основний сайт додатковим вмістом, зі складнішими формулами, ніж ті, що доступні на головному сайті. 